# Wat Sing (huyện)
Wat Sing (tiếng Thái: วัดสิงห์) là một huyện (‘‘amphoe’’) ở phía bắc thuộc tỉnh Chainat, miền trung Thái Lan.

## Địa lý
Các huyện giáp ranh (từ đông bắc theo chiều kim đồng hồ): Manorom, Mueang Chainat, Hankha và Nong Mamong thuộc tỉnh Chainat, Nong Khayang và Mueang Uthai Thani thuộc tỉnh Uthai Thani.

## Hành chính
Huyện này được chia thành 7 phó huyện (tambon), các đơn vị này lại được chia thành 47 làng (muban). Wat Sing là một thị trấn (thesaban tambon) which nằm trên lãnh thổ toàn bộ ‘‘tambon’’ Wat Sing. Ngoài ra có 6 tổ chức hành chính tambon (TAO).
| Số TT | Tên         | Tên tiếng Thái | Số làng | Dân số |  |
| ----- | ----------- | -------------- | ------- | ------ |  |
| 1.    | Wat Sing    | วัดสิงห์          | -       | 3.592  |  |
| 2.    | Makham Thao | มะขามเฒ่า       | 11      | 5.413  |  |
| 3.    | Nong Noi    | หนองน้อย        | 8       | 3.822  |  |
| 4.    | Nong Bua    | หนองบัว         | 5       | 2.911  |  |
| 6.    | Nong Khun   | หนองขุ่น         | 8       | 3.599  |  |
| 7.    | Bo Rae      | บ่อแร่           | 7       | 2.597  |  |
| 11.   | Wang Man    | วังหมัน          | 8       | 4.393  |  |

Các con số mất là các tambo nay thuộc huyện Nong Mamong.